# Page & Plant
Page & Plant – projekt muzyczny Jimmy’ego Page’a oraz Roberta Planta, dwóch byłych członków zespołu Led Zeppelin.

## Historia
Po rozpadzie Led Zeppelin w 1980 Jimmy i Robert spotykali się kilkakrotnie na scenie, z różnych okazji (m.in. Live Aid w 1985, czterdziestolecie wytwórni Atlantic). Każdy wspólny koncert wzbudzał burzę plotek na temat reaktywacji grupy, jednak za każdym razem sami zainteresowani dementowali te plotki. W 1994 nagrali specjalny koncert dla MTV, na którym zagrali stare piosenki Led Zeppelin w nowych, orientalnych aranżacjach z tradycyjnymi arabskimi instrumentalistami i angielskimi muzykami klasycznymi. Page i Plant zrealizowali swoje marzenia jeszcze z czasów zespołu, kiedy bardzo pragnęli nagrać płytę z muzykami orientalnymi. Materiał został wydany na płycie No Quarter: Jimmy Page and Robert Plant Unledded, jednak nie pod szyldem Led Zeppelin, lecz jako Page & Plant. Drugą i ostatnią płytą duetu jest Walking into Clarksdale wydaną w 1998. Na płycie umieszczono tylko premierowe utwory. Z czasem więzi się rozluźniały i w końcu projekt przestał istnieć. W 2004 z okazji 10-lecia wydania No Quarter wydano ten album na DVD z bonusami.

## Dyskografia

### Albumy studyjne
| Tytuł                   | Dane dot. albumu                                      | Pozycja na liście | Pozycja na liście | Pozycja na liście | Pozycja na liście | Pozycja na liście | Certyfikat         |
| Tytuł                   | Dane dot. albumu                                      | USA               | UK                | FRA               | AUS               | NZL               | Certyfikat         |
| ----------------------- | ----------------------------------------------------- | ----------------- | ----------------- | ----------------- | ----------------- | ----------------- | ------------------ |
| Walking into Clarksdale | - Data: 21 kwietnia 1998 - Wydawca: Atlantic, Mercury | 8                 | 3                 | 5                 | 16                | 11                | - USA: złota płyta |

### Albumy koncertowe
| Tytuł                                            | Dane dot. albumu                                          | Pozycja na liście | Pozycja na liście | Pozycja na liście | Pozycja na liście | Certyfikat                |
| Tytuł                                            | Dane dot. albumu                                          | USA               | UK                | AUS               | NZL               | Certyfikat                |
| ------------------------------------------------ | --------------------------------------------------------- | ----------------- | ----------------- | ----------------- | ----------------- | ------------------------- |
| No Quarter: Jimmy Page and Robert Plant Unledded | - Data: 14 października 1994 - Wydawca: Atlantic, Fontana | 4                 | 7                 | 2                 | 13                | - CAN: 2x platynowa płyta |

### Albumy wideo
| Tytuł                                            | Dane dot. albumu                                      | Certyfikat             |
| ------------------------------------------------ | ----------------------------------------------------- | ---------------------- |
| No Quarter: Jimmy Page and Robert Plant Unledded | - Data: 26 października 2004 - Wydawca: Rhino Records | - USA: platynowa płyta |